# Салтијо (Индијана)
Салтијо (енгл. Saltillo) град је у америчкој савезној држави Индијана.

## Демографија
По попису из 2010. године број становника је 92, што је 15 (-14,0%) становника мање него 2000. године.
| Група             | 2000.       | 2010.      |
| Белци             | 106 (99,1%) | 90 (97,8%) |
| Афроамериканци    | 0 (0,0%)    | 0 (0,0%)   |
| Азијати           | 0 (0,0%)    | 0 (0,0%)   |
| Хиспаноамериканци | 1 (0,9%)    | 1 (1,1%)   |
| Укупно            | 107         | 92         |